# Wielkomyszak
Wielkomyszak (Megadontomys) – rodzaj ssaków z podrodziny nowików (Neotominae) w obrębie rodziny  chomikowatych (Cricetidae).

## Rozmieszczenie geograficzne
Rodzaj obejmuje gatunki występujące endemicznie w górskich rejonach Meksyku.

## Morfologia
Długość ciała (bez ogona) 132–166 mm, długość ogona 150–185 mm, długość ucha 20–28 mm, długość tylnej stopy 31–35 mm; masa ciała 57–113 g.

## Systematyka
Rodzaj (w randze podrodzaju w obrębie Peromyscus) zdefiniował w 1898 roku amerykański zoolog specjalizujący się w ornitologii Clinton Hart Merriam w artykule poświęconym opisowi dwudziestu nowych gatunków i nowego podrodzaju z Meksyku i Gwatemali, opublikowanym w czasopiśmie Proceedings of the Biological Society of Washington. Gatunkiem typowym jest (oryginalne oznaczenie) wielkomyszak mgielny (M. thomasi). 

### Etymologia
Megadontomys: gr. μεγας megas, μεγαλη megalē ‘wielki’; οδους odous, οδοντος odontos ‘ząb’; μυς mus, μυoς muos ‘mysz’.

### Podział systematyczny
Do rodzaju należą następujące gatunki:
| Grafika | Gatunek                 | Autor i rok opisu | Nazwa zwyczajowa     | Podgatunki         | Rozmieszczenie geograficzne                                                              | Podstawowe wymiary                             | Status IUCN |
| ------- | ----------------------- | ----------------- | -------------------- | ------------------ | ---------------------------------------------------------------------------------------- | ---------------------------------------------- | ----------- |
|         | Megadontomys thomasi    | (Merriam, 1898)   | wielkomyszak mgielny | gatunek monotypowy | środkowe Guerrero (w pobliżu Chilpancingo de los Bravo w Sierra Madre Południowej)       | DC: 14,5–16,6 cm DO: 15–18,5 cm MC: 62–113 g   | EN          |
|         | Megadontomys cryophilus | (Musser, 1964)    | wielkomyszak górski  | gatunek monotypowy | północno-środkowa Oaxaca (Sierra Juárez w Sierra Madre Zachodniej)                       | DC: około 14,5 cm DO: 15,5–18,5 cm MC: 73–93 g | EN          |
|         | Megadontomys nelsoni    | (Merriam, 1898)   | wielkomyszak stokowy | gatunek monotypowy | Sierra Madre Wschodnia (środkowo-zachodnie Veracruz, wschodnie Puebla i północna Oaxaca) | DC: 13,2–14,6 cm DO: 17–17,2 cm MC: około 57 g | EN          |

Kategorie IUCN:  EN  – gatunek zagrożony. 